# Station Sycewice
Station Sycewice is een spoorwegstation in de Poolse plaats Sycewice.